# Trignac
Trignac är en kommun i departementet Loire-Atlantique i regionen Pays de la Loire i nordvästra Frankrike. Kommunen ligger i kantonen Montoir-de-Bretagne som tillhör arrondissementet Saint-Nazaire. År 2022 hade Trignac 8 234 invånare.

## Befolkningsutveckling
Antalet invånare i kommunen Trignac
| Referens: INSEE |